# Сон Хаус
Эдди Джеймс «Сон» Хаус-младший (англ. Eddie James "Son" House Jr.; 21 марта 1902 — 19 октября 1988) — американский блюзмен, автор-исполнитель песен, представитель жанра дельта-блюза, не достигший особой популярности, но оказавший большое влияние на блюз и на музыку в целом.
Записывался с Чарли Паттоном, Вилли Брауном, Луизой Джонсон.
В последние годы жизни прекратил заниматься музыкой из-за физического и психического состояния. Умер 19 марта 1988 года, в Детройте от рака гортани.

## Дискография
78 RPM Recordings

Песни, записанные 28 мая 1930 года в Грэфтоне (Висконсин) для Paramount Records.
- «Walking Blues» (с Вилли Брауном на второй гитаре, не была издана и была утеряна до 1985)
- «See The My Grave Is Kept Clean» (не была издана)
- «My Black Mama — Part I»
- «My Black Mama — Part II»
- «Preachin' the Blues — Part I»
- «Preachin' the Blues — Part II»
- «Dry Spell Blues — Part I»
- «Dry Spell Blues — Part II»
- «Clarksdale Moan»
- «Mississippi County Farm Blues»

Для Архива народных песен при Библиотеке Конгресса

Песни, записанные в августе 1941 года в Лейк-Корморане.
- «Levee Camp Blues»
- «Government Fleet Blues»
- «Walkin' Blues»
- «Shetland Pony Blues»
- «Camp Hollers»

Песни, записанные 17 июля 1942 года.
- «Special Rider Blues»
- «Low Down Dirty Dog Blues»
- «Depot Blues»
- «American Defense»
- «Am I Right Or Wrong»
- «Walkin' Blues»
- «County farm Blues»
- «The Pony Blues»
- «The Jinx Blues (No 1)»
- «The Jinx Blues (No 2)»

## Влияние
Песня «Grinnin In Your Face» является любимой песней Джека Уайта, а сам Сон Хаус — его любимым исполнителем блюза.

## Критика
Ведущий программы «Музыкальное бюро» на радиостанции «Говорит Москва» Антон Лемесев выделяет религиозную составляющую в творчестве Сона Хауса, поскольку его песни восходят к американским спиричуэлам и богослужебной музыке в баптистских церквях. По мнению Лемесева, блюзы Сона Хауса, записанные после его повторного открытия в 60-е годы, приобрели ещё большую силу, плотность и мощность звучания. «Сон хаус стал проповедником от блюза; человеком, который вновь и вновь заставляет нас возвращаться к вечным вопросам веры, любви и смысла нашей жизни», — отмечает Лемесев.